# Stereonephthya pedunculata
Stereonephthya pedunculata is een zachte koraalsoort uit de familie Alcyoniidae. De koraalsoort komt uit het geslacht Stereonephthya. Stereonephthya pedunculata werd in 1931 voor het eerst wetenschappelijk beschreven door Thomson & Dean. 